# Jean Puget de la Serre

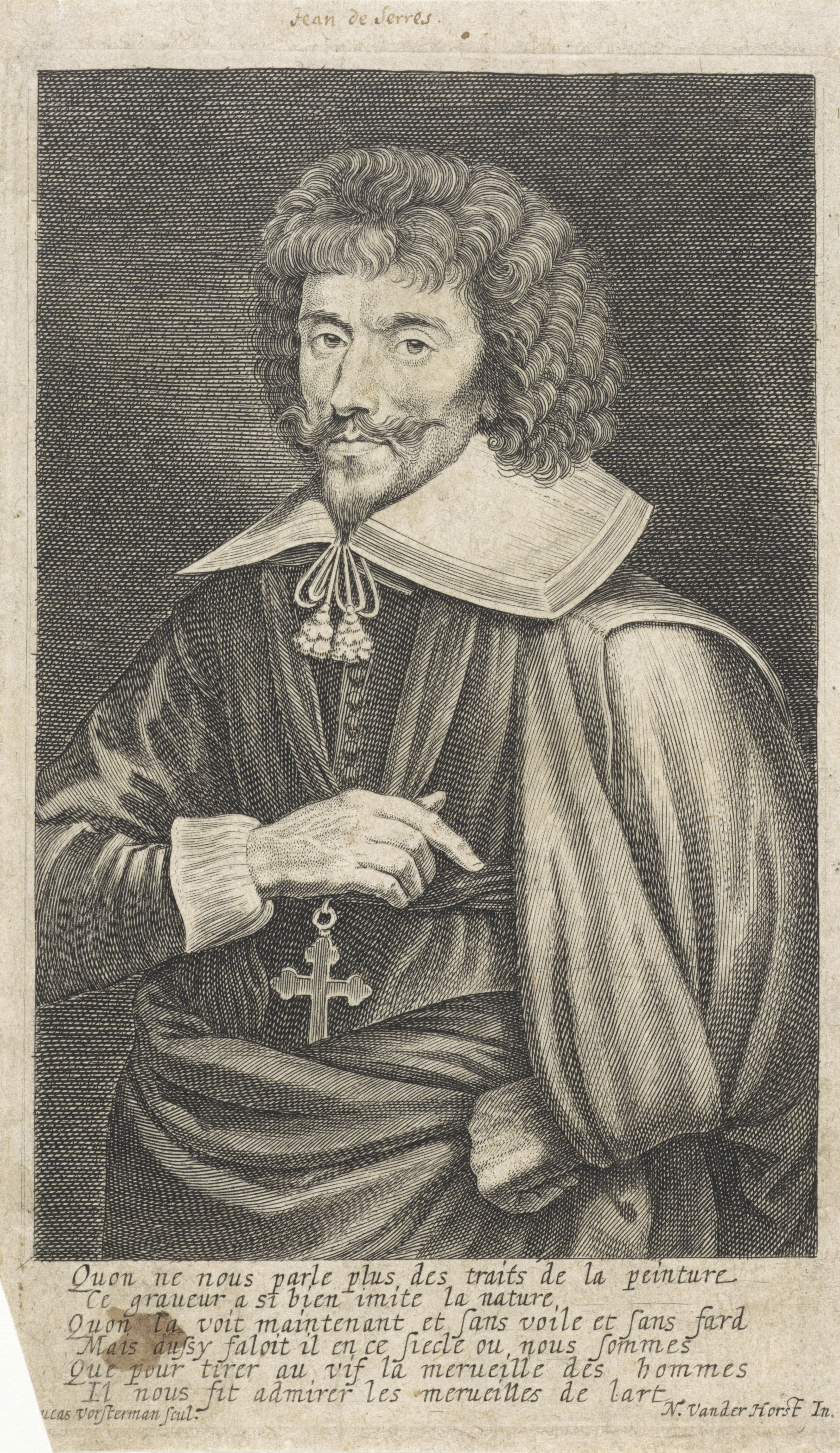

Jean Puget de La Serre (* 15. November 1594 in Toulouse; † Juli 1665 in Paris) war ein französischer Dramatiker und Autor von über einhundert Werken, darunter Balladen und Theaterstücke. 

## Leben
Puget de La Serre wurde in Toulouse geboren, ging als junger Mann nach Paris, Mitte der 1620er Jahre nach Lothringen und folgte im Jahr 1627 Maria de’ Medici in ihr Exil nach Brüssel als Historiograph. 1628 erschien sein umfangreicher Roman de la Cour der Bruxelles mit den „bekanntesten Persönlichkeiten des Hofes“ nach Mode der damaligen Zeit als personnages déguisés (dt. verkleidete Charaktere).
Nach Marias Tod 1639 kehrte er, nachdem sein naher Verwandter Montauron bei Richelieu für Jean Puget Fürsprache ergriffen hatte, zurück nach Paris und wurde zum Bibliothekar in Gaston de Bourbons Haushalt und zum Almosenier dessen Tochter Anna Marie Luise berufen. Ihm wurde vom wohlwollenden Richelieu eine Kutsche unterhalten, sowie eine Pension von 20.000 Tälern.
Jean Puget de la Serre starb 1665 im Alter von 70 Jahren in Paris.

## Werke
- Mausolee erigé a la memoire immortelle de tres-haulte, tres-puissante, et tres-auguste princesse Isabelle, Claire, Eugenie, d'Austriche, Infante d'Espagne, Bruxelles : Iean Pepermans, 1634 (Digitalisat)